# Knoelle clara
Knoelle clara là một loài nhện trong họ Lycosidae.
Loài này thuộc chi Knoelle. Knoelle clara được Ludwig Carl Christian Koch miêu tả năm 1877.